# Chiesa dei Santi Giovanni e Reparata

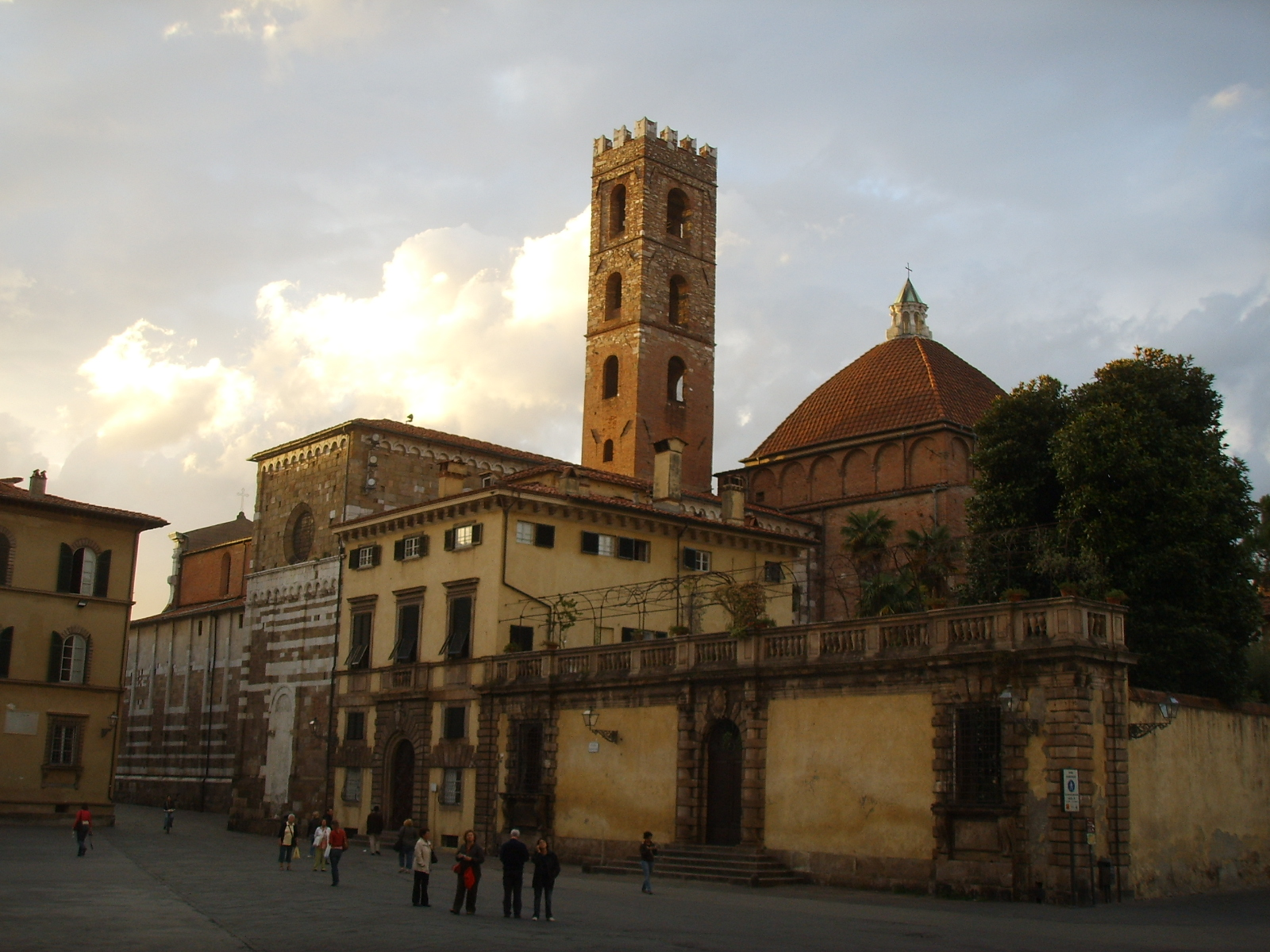
Il retro

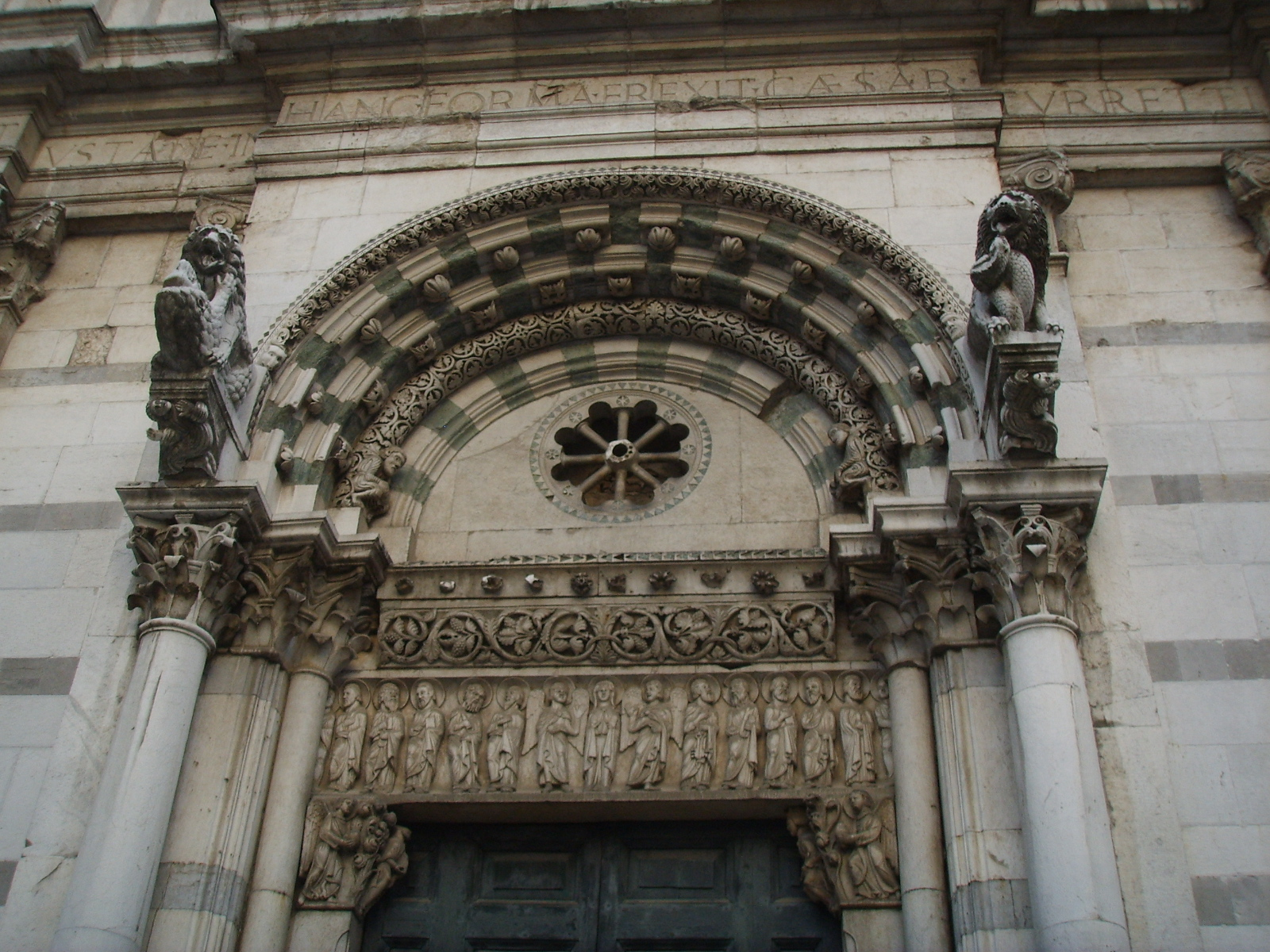
Portale centrale

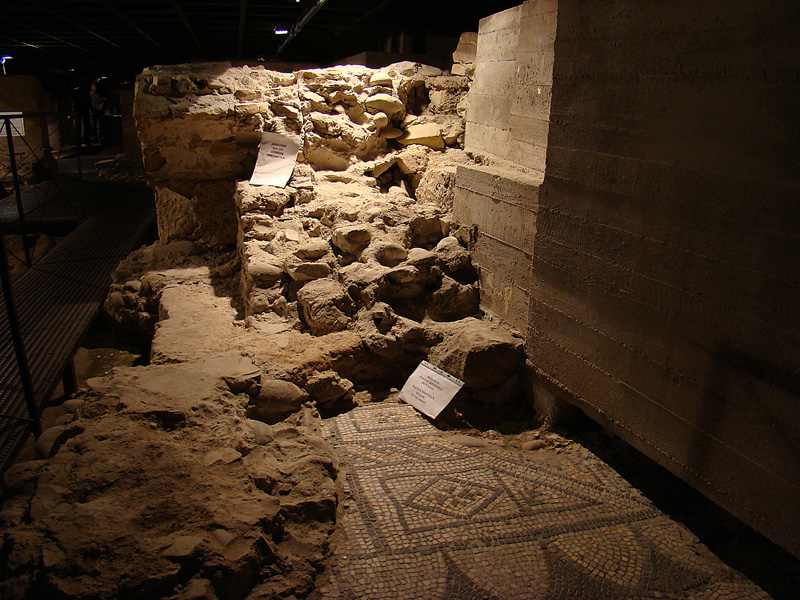
Mosaici paleocristiani

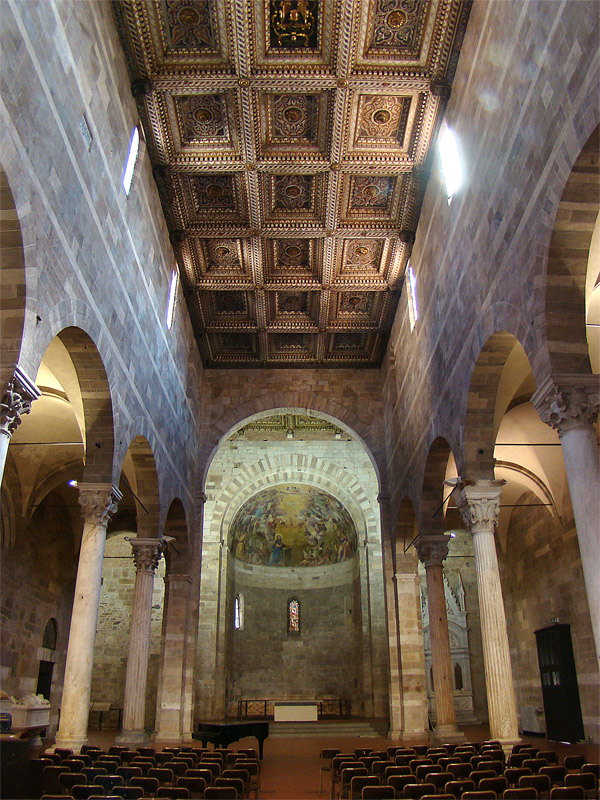
L'interno

La chiesa dei Santi Giovanni e Reparata è una chiesa di Lucca che si trova in piazza San Giovanni.
Prima sede dei vescovi della diocesi, quando la dignità di cattedrale agli inizi dell'VIII secolo venne trasferita in San Martino le rimase il diritto al fonte battesimale e ciò rese sempre strettissimo il rapporto tra i due edifici sacri. Agli inizi dell'Ottocento la chiesa venne indemaniata dal governo napoleonico, privata degli arredi e destinata ad accogliere gli archivi dell'antica Repubblica. Nel 1828 fu riaperta al culto, ma in una situazione assai mutata. L'impianto attuale risale per buona parte alla ricostruzione della seconda metà del XII secolo, ma le sue origini sono assai più antiche.

## Storia
Il complesso di Santa Reparata sorse nella seconda metà del secolo IV su un'area di insediamento romano. "Giulio Ciampoltrini sostiene infine, in una breve nota, come l’edificio sia stato fondato con un impianto a tre navate con pavimento musivo, seguendo una “classica” pianta basilicale con unica abside e solea, secondo i modelli degli edifici constantiniani di Roma. "
Attorno al VI secolo il complesso assunse una funzione cimiteriale ma nell'VIII secolo la chiesa era di nuovo funzionante. Nel IX secolo venne aperta una cripta dove furono deposte le reliquie di san Pantaleone, rinvenute nel 1714. Tra la fine del X e gli inizi dell'XI secolo furono eseguiti nuovi interventi. Le tracce di queste vicende sono oggi leggibili nel percorso archeologico sotto il piano dell'attuale basilica, che nel XII secolo si sostituì al vecchio impianto.
A partire dalla fine del Cinquecento iniziò il riassetto che proseguì per tutto il primo ventennio del secolo successivo. Tra i risultati più appariscenti vi è la nuova facciata che riutilizza peraltro per buona parte quella medievale. All'interno, alla stessa fase è da ascrivere il soffitto a cassettoni e la decorazione del catino absidale. 
Agli inizi dell'Ottocento la chiesa venne destinata ad archivio e in quella circostanza venne privata quasi totalmente del suo arredo, in buona parte disperso. Rivelatasi tuttavia ben presto inadatta alla nuova funzione per gravi problemi di umidità, venne nel 1828 restituita al culto, dotata di nuovi altari e di nuovi dipinti. Il battistero assunse in quel periodo la funzione di famedio delle glorie locali.
Nel Novecento sono stati effettuati estesi scavi archeologici al di sotto del pavimento, che hanno riscopeto la vasca battesimale altomedievale e resti di edifici romani preesistenti. Inoltre in anni recenti si è cercato di ricostruire l'arredo della basilica, ricollocando opere d'arte provenienti dall'edificio.

## Descrizione
La nuova chiesa - a tre navate sostenute da colonne con capitelli compositi, con abside e transetto - non si discostò molto come dimensioni dalla struttura paleocristiana; essa si pose così in decisa filiazione con gli orientamenti neoantichi che caratterizzano le architetture lucchesi a partire dalla fine dell'XI secolo. Con questo spirito classicista coesistono nuovi elementi, tipici dell'architettura lombarda, quali partizioni a lesene e nell'abside e, nel transetto, coronamenti ad archetti modanati su mensole con protomi umane e leonine. 
La stessa commistione si rileva nell'apparato decorativo: nella decorazione di alcuni capitelli dell'interno, ricchi di figure avviluppate, mascheroni fogliati, arpie e draghi, si rivelano le analogie con il repertorio di Guidetto. La stessa cultura si può ricercare nelle superstiti decorazioni della zona absidale e nell'archivolto del portale centrale. Accanto a un collaboratore di Guidetto lavora nell'architrave, con la Madonna orante tra due angeli e gli Apostoli, Villano, uno sculture di cultura più arcaica e tradizionale, che completa nel 1187 la sua opera. Il complesso e articolato portale riassume dunque le due anime della maestranza che ricostruisce la chiesa del XII secolo. 

### Battistero
Anche il battistero fu oggetto di lavori nel corso del XII secolo - a quest'epoca è da riferire il fonte con pavimentazione ad opus sectile - ma la sua globale ristrutturazione è del XIV secolo: nel 1393 fu coperto con la cupola ogivale sostenuta da costoloni. 

### Opere d'arte
Ben poco resta oggi in loco delle opere d'arte che a partire dalla seconda metà del Trecento arricchivano la chiesa: al 1398 data l'affresco con il Battesimo di Cristo sul fonte battesimale e pure entro la fine del secolo sono da datare i due grandi pannelli affrescati nel transetto sinistro con la Madonna tra i Santi Nicola e Caterina e i Santi Ginese, Sebastiano e Barbara. Alla fine del Quattrocento data la lunetta affrescata nel Battistero con la Madonna tra santi, da riferire alla collaborazione tra Michele e Ansano Ciampanti. 
Nella navata di destra, vicino alla porta laterale verso piazza San Martino, si trova l'epitaffio latino che ricorda nel 1522 l'uccisione di Girolamo Vellutelli, Gonfaloniere della Repubblica, nel contesto della rivolta che la famiglia Di Poggio operò: un tentato colpo di stato che fu represso, dando origine di fatto al regime oligarchico di Lucca. 
Nel catino absidale Paolo Guidotti affrescò un'Annunciazione con l'Eterno e angeli. 

### Cappella di Sant'Ignazio
Alla fine del Seicento venne aperta nel fianco sinistro la cappella di Sant'Ignazio su un progetto di Domenico Martinelli, una delle più interessanti realizzazioni barocche di Lucca, interamente rivestita in marmi policromi con decorazioni ad affresco nella cupola, attribuite a Ippolito Marracci, raffiguranti la Gloria di sant'Ignazio.